# Роговей, Паун Аурелович
Паун Аурелович Роговей (укр. Паун Аурелович Роговей; род. 26 октября 1970, Волока, Черновицкая область) — украинский дипломат. Временный поверенный в делах Украины в Румынии (2020—2022), чрезвычайный и полномочный посол Украины в Республике Молдова с 7 февраля 2025 года.

## Биография
Родился 26 октября 1970 года в Черновецкой области. В 1993 году окончил исторический факультет Черновецкого национального университета имени Юрия Федьковича. Свободно владеет румынским языком.
С 1999 года на дипломатической службе в Министерстве иностранных дел Украины. Начал работу с поста второго секретаря Третьего территориального управления Министерства иностранных дел Украины.
Имеет 16-тилетний опыт работы в зарубежных дипломатических учреждениях Украины.
С 2000 по 2004 гг. — работал вторым, первым секретарём Посольства Украины в Румынии.
С 2006 по 2010 годы — первый секретарь, советник Посольства Украины в Румынии.
С 2012 по 2017 годы — находился в долгосрочной заграничной командировке в Республике Молдова, где занимал должность советника Посольства Украины в Республике Молдова.
С 1 декабря 2017 года — первый секретарь по должности советника Посольства Украины в Румынии.
С 26 июля 2020 года назначен временным поверенным в делах Украины в Румынии.
С 7 февраля 2025 года — чрезвычайный и полномочный посол Украины в Республике Молдова.
По мнению молдавского политического аналитика Иона Тэбырцэ, назначение такого опытного дипломата, как Роговей, в «реалиях Республики Молдова» и в молдавско-украинских отношениях показало, что Украина хочет стабильности в регионе.

## Награды
- Орден «За заслуги» III ст. (28 декабря 2022) — за весомый личный вклад в развитие межгосударственного сотрудничества, плодотворную дипломатическую деятельность и высокий профессионализм[11].